# Чирко, Филипп Антонович
Филипп Антонович Чирко́ (рус. дореф. Филиппъ Антоновичъ Чирко, укр. Пилип Антонович Чирко; 3 июля 1859, Киев, Российская империя — 21 марта 1928, Чернигов, СССР) — русский и украинский живописец, передвижник. Друзьями художника использовалось написание фамилии Чирка, и в таком виде она попала в ряд каталогов, вплоть до современных.

## Биография

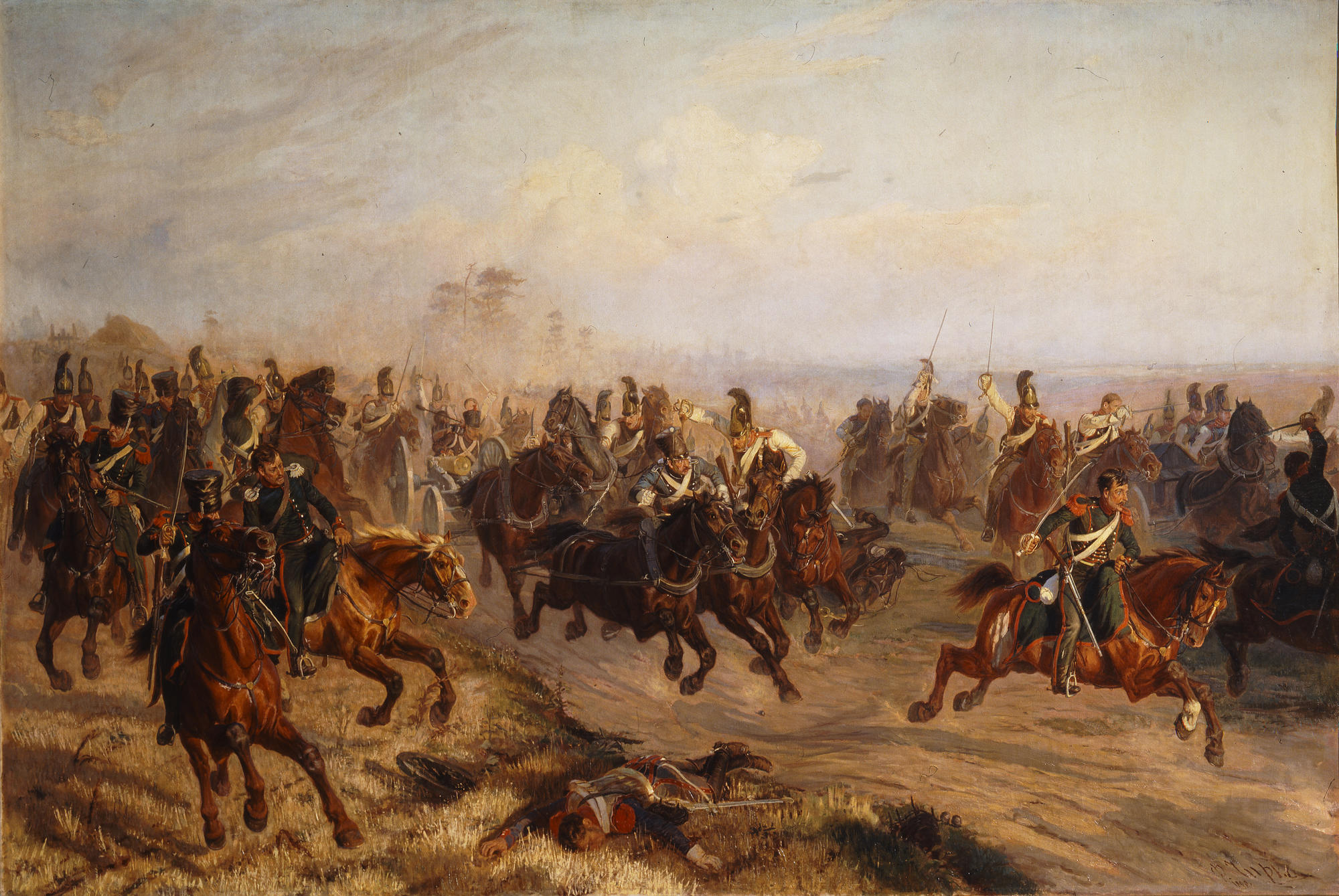
«Преследование конногвардейцами французских конных егерей под Полоцком 6 августа 1812 года». 1890 г.

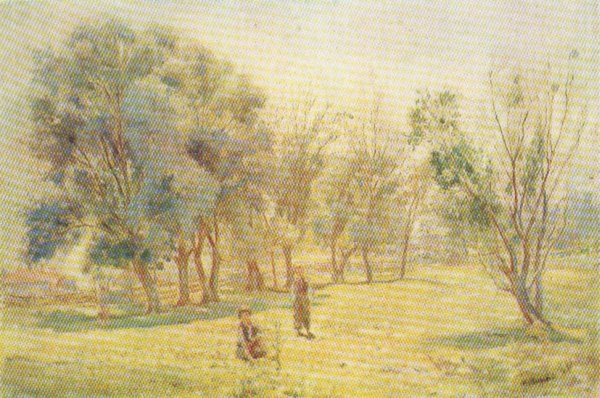
Пейзаж. Черниговский художественный музей

Учился в Киевской рисовальной школе Н. Мурашко.
По рекомендации Н. Ге поступил в Петербургскую Aкадемию художеств, которую окончил в 1892 г. Затем работал преподавателем рисования Варшавского реального училища.
С 1898 года — экспонировался на выставках Товарищества передвижных художественных выставок (передвижников).
С 1915 года жил в Чернигове. Был активным членом Товарищества черниговских художников.
Скончался в Чернигове и был похоронен на местном Петропавловском кладбище.
Основная часть работ художника, хранившаяся в коллекции Черниговского художественного музея, погибла во время войны и оккупации 1941—1943 гг. Самой известной из сохранившихся картин является работа «Преследование конногвардейцами французских конных егерей под Полоцком 6 августа 1812 года» из коллекции музея-панорамы «Бородинская битва» в Москве.

## Творчество
Автор батальных, жанровых и исторических картин; серий пейзажей Украины. Известны следующий названия картин Ф. А. Чирки:
- Бивуак,
- Обучение стрельбе,
- Носитель,
- Мать и дочь,
- Запорожец,
- Бандуристы
- Смерть Мазепы в Бендерах

Оставил воспоминания о жизни в дореформенной академии. Художник Н. Ярошенко Филиппа Антоновича Чирко, или, как его звали, Чирка, изобразил на картине «Студент» (1881).